# アントワーヌ＝アルフォンス・モンフォール
アントワーヌ＝アルフォンス・モンフォール（Antoine-Alphonse Montfort、1802年4月3日 - 1884年9月28日）はフランスの画家である。風景画や風俗画を描いた。中東の探検調査に参加し、その風俗を描いたスケッチも残した。

## 略歴
パリで生まれた。1816年からオラース・ヴェルネのもとで学び、1820年からはアントワーヌ＝ジャン・グロのもとで修行した。テオドール・ジェリコーの指導も受けた。
ヴェルネの推薦を受けて1827年から1828年の間は航海の記録を描く画家として、フリゲート艦「ラ・ヴィクトリュー(La Victorieuse)」に乗船して、地中海を横断し、コルシカやマルタ、ギリシャの島々、イスタンブール、シリアやエジプトの海岸を訪れた。
1837年から1838年に行われたシリア、レバノン、パレスチナの調査に参加し、現地の衣装を着て、キャラヴァンで旅し、アラビア語を学んだ。現在、フランス国立図書館に残されている探検の資料の中に、モンフォールの旅行日記とスケッチは残されている。この旅の経験は、後のモンフォールの作品に反映されている。
サロン・ド・パリには1835年から出展し、1881年まで毎年参加した。パリ国立高等美術学校で長く教えた。

## 作品

### 油絵

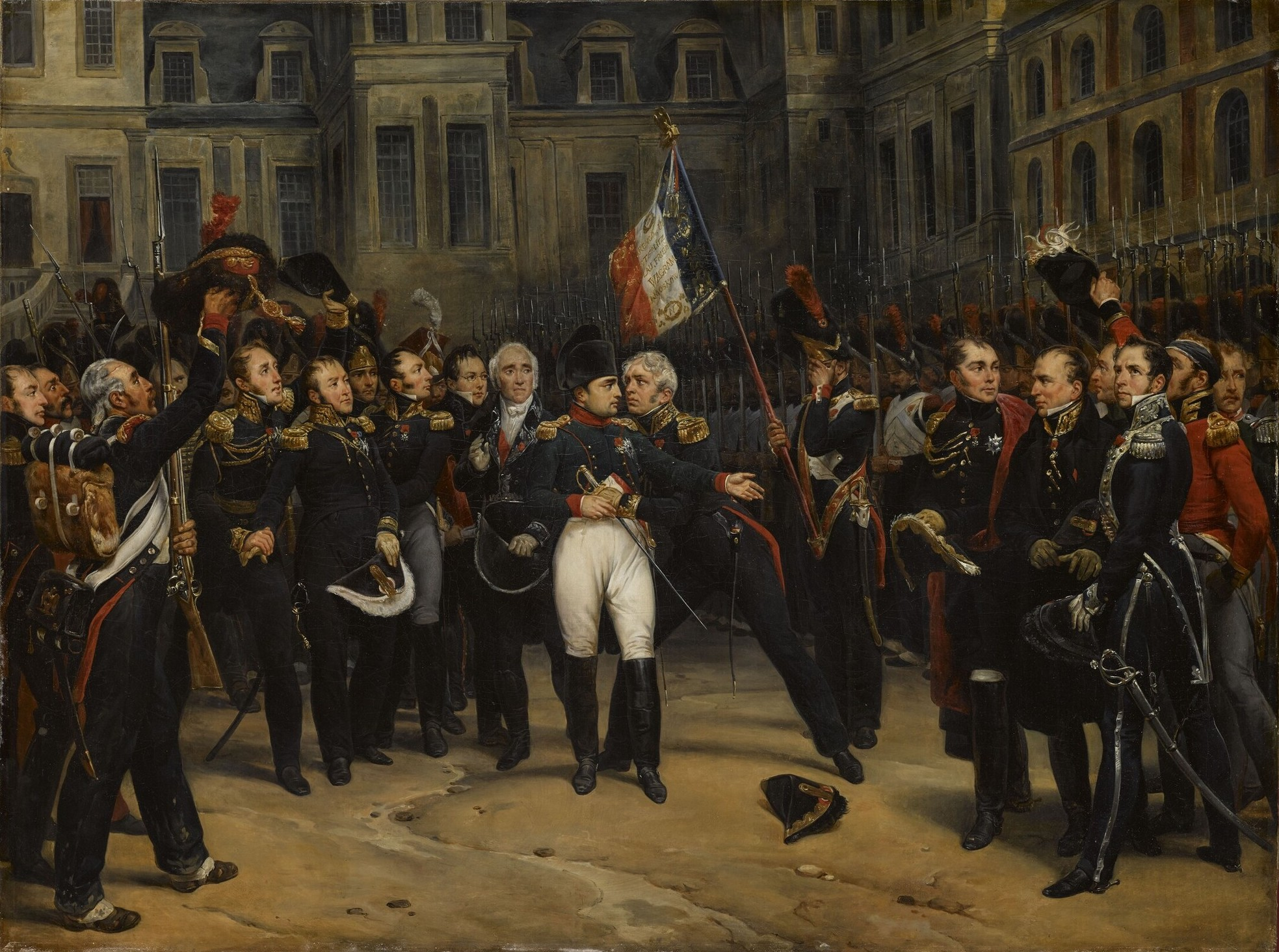
フォンテーヌブロー宮殿を去るナポレオン
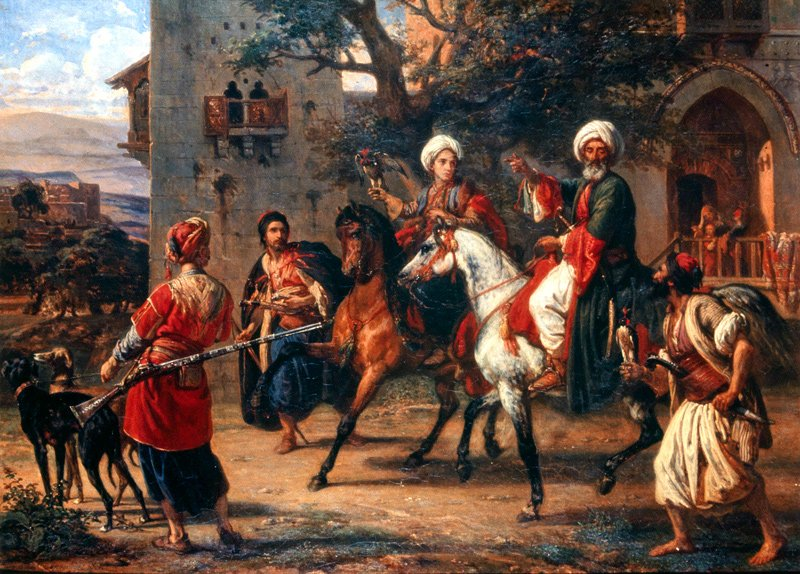
鷹狩への出発 (1867)
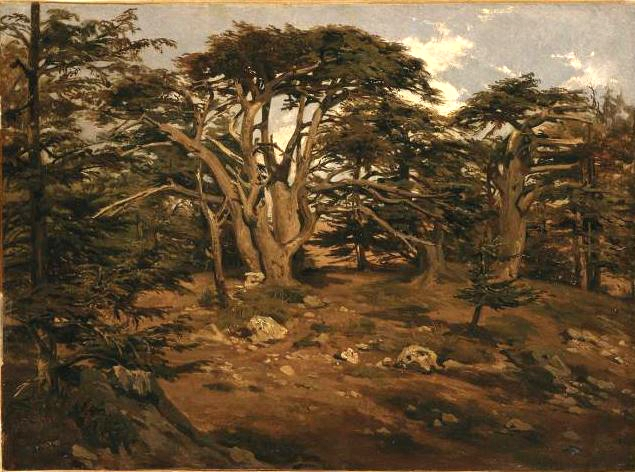

### 中東の風景・他

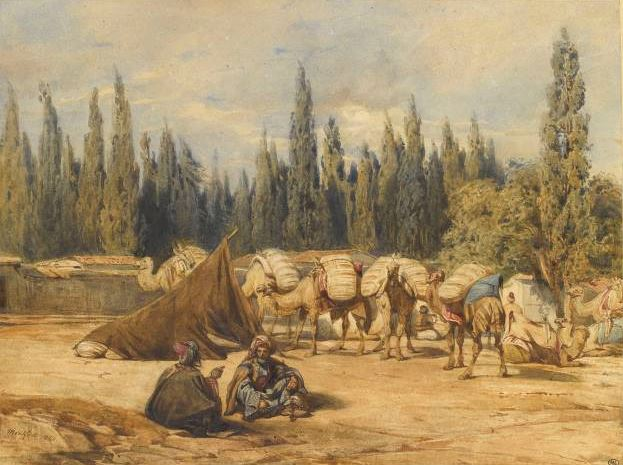
キャラヴァン
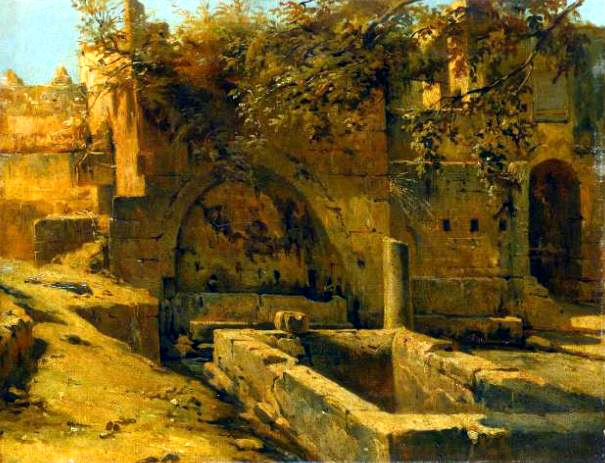
ベイルートの泉
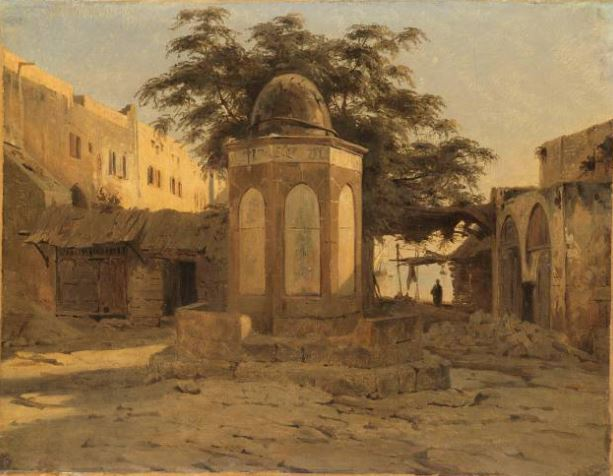
アラビアの井戸
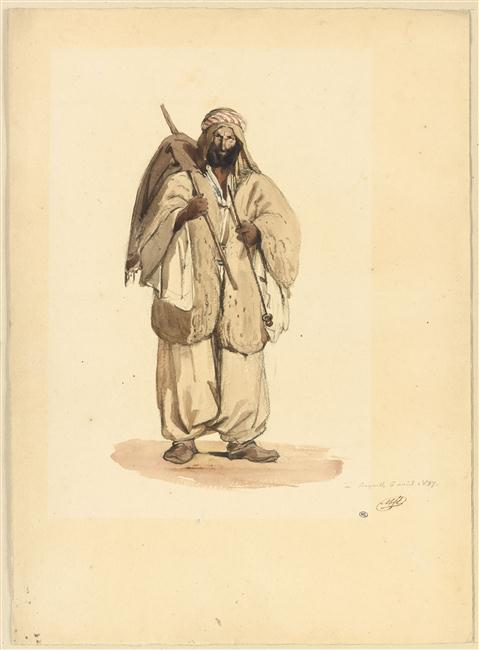
ベドウィン